# Dendrocnide celebica
Dendrocnide celebica är en nässelväxtart som beskrevs av Chew. Dendrocnide celebica ingår i släktet Dendrocnide och familjen nässelväxter. Inga underarter finns listade i Catalogue of Life.